# Drážovce
Cet article possède un paronyme, voir Dražovce.
Drážovce (prononciation slovaque : [ˈdraːʒɔu̯t͡sɛ], allemand : Dahowitz, hongrois : Darázsi [ˈdɒraːʒi]) est un village de Slovaquie situé dans la région de Banská Bystrica.

## Histoire
La première mention écrite du village date de 1135.

## Démographie

### Évolution de la population
| Année:               | 1994. | 2004.   | 2014.    | 2024.    |
| -------------------- | ----- | ------- | -------- | -------- |
| Nombre de personnes: | 127   | 120     | 145      | 117      |
| Différence:          |       | -5,51 % | +20,83 % | -19,31 % |

| Année:               | 2023. | 2024. |
| -------------------- | ----- | ----- |
| Nombre de personnes: | 117   | 117   |
| Différence:          |       | +0 %  |